# Hrabstwo Yuma (Kolorado)
Hrabstwo Yuma (ang. Yuma County) – hrabstwo w stanie Kolorado w Stanach Zjednoczonych. Obszar całkowity hrabstwa obejmuje powierzchnię 2 368,70 mil2 (6 134,94 km²). Według danych z 2010 r. hrabstwo miało 10 043 mieszkańców. Hrabstwo powstało 15 marca 1889 roku, a jego nazwa pochodzi od indiańskiego plemienia Yuma.

## Sąsiednie hrabstwa
- Hrabstwo Phillips (północ)
- Hrabstwo Chase (Nebraska) (północny wschód)
- Hrabstwo Dundy (Nebraska) (wschód)
- Hrabstwo Cheyenne (Kansas) (wschód)
- Hrabstwo Kit Carson (południe)
- Hrabstwo Washington (zachód)
- Hrabstwo Logan (północny zachód)

## Miasta
- Eckley
- Wray
- Yuma

## CDP
- Idalia
- Joes
- Kirk
- Laird
- Vernon